# Borgward
Боргвард је немачки произвођач аутомобила са седиштем у Бремену. Компанију је основао Карл Ф. В. Боргвард 1929. године, а која је престала са радом 1961. године. Боргвард групација је у своје време производила возила под брендовима Боргвард, Ханза, Голијат и Лојд. Бренд је поново покренуо Карлов унук 2015. године када је на Међународном салону аутомобила у Франкфурту први пут представио потпуно нов аутомобил.

## Историја

### Оснивање и ране године
Почетак стварања ауто-компаније Боргвард започиње још 1919. године када Карл Боргвард постаје партнер и генерални директор Bremer Reifen-Industrie GmbH, која је у почетку производила све од кухињске опреме до малих пољопривредних машина. Касније Карл Боргвард успева да преусмери производњу на радијаторе и блатобране за аутомобилску индустрију, тачније за фирму Bremer Hansa Lloyd Werken, чија су возила у Првом светском рату тешко оштећена. 1921. године Карл Боргвард постаје једини акционар у компанији, која је преименована у Bremer Kühlerfabrik Borgward & Co.
Прво возило које је Боргвард пројектовао и изградио, 1924. године, звало се Blitzkarren, што у преводу значи муњевита кола. То је било лако доставно возило са три точка и са свега 2 коњске снаге. Користиле су га немачке поште, а касније и разни трговци, пекари и други мали индустријалци. 1928. компанија се шири и добија нови назив Goliath-Werke Borgward & Co GmbH. Наредне године Карл Боргвард са партнером Вилхелмом Текленборгом стичу већински пакет акција у Hansa-Lloyd-Werke и постају чланови Извршног одбора. 1931. године спајају Hansa-Lloyd-Werke са Goliath-Werke Borgward & Co и настаје нова фирма Hansa-Lloyd und Goliath-Werke Borgward & Tecklenborg oHG. У то време настаје наследник муњевитих кола такође троточкаш под називом Голијат пионир. 1934. године лансирају моделе Ханза 1100 и Ханза 1700, то су били први озбиљни и веома успешни аутомобили, који су се могли равноправно носити са реномираним произвођачима као што су били Опел, Форд, Адлер, Ханомаг и други. Компанија се даље шири, купују се локације за нове фабрике, а Карл Боргвард 1937. постаје једини власник, чији је назив Hansa-Lloyd-Goliath Werke Carl F. W. Borgward. 23. септембра 1938. отвара се нова фабрика у Бремену, а фирма се зове Carl F. W. Borgward Bremen Automobil und Motoren Werke. 1939. године Ханза модели су преименовани у Боргвард и спадају међу водећим немачким аутомобилима. Исте године направљена су возила под називом Боргвард 2000/2300.

### Период након Другог светског рата
У Другом светском рату фабрике су у великој мери уништене. Карла Богрварда су 1945. ухапсили Американци и он је провео две и по године у затвору. Године 1948. преузима контролу над компанијом и почиње са производњом камиона. Због рационалне расподеле сировина и продаје возила, 1949. године формира три одвојене фирме из постојећег пословања, а то су Лојд, Голијат и Боргвард. На сајму аутомобила у Женеви 1949. представљен је Боргвард ханза 1500, први нови немачки аутомобил произведен после рата. Овај аутомобил је био далеко испред свог времена, радило се о првом европском аутомобилу са понтон каросеријом. Затим долази модел Боргвард ханза 1800. Фирма улази у сегмент луксузних аутомобила представљајући на салону у Франкфурту 1952. године модел Боргвард ханза 2400. Овај аутомобил је веома лоше прошао на тржишту. 10. јуна 1954. лансирана је изузетно популарна "боргвард изабела", којих је продато око 200.000 комада. Била је у верзији и кабриолета и каравана. Педесетих година 20. века, Боргвард је представљао трећег произвођача аутомобила у Западној Немачкој након Фолксвагена и Опела са гамом малих, средњих и луксузних аутомобила, као и лаких и тежих комерцијалних возила. Аутомобили су сматрани иновативним, луксузним, елегантним, инжењерски прецизним и поузданим. 1959. године на сајму у Франкфурту приказан је нови Боргвард 2300, који ће се касније звати Боргвард П100. Био је најпрестижнији модел компаније и први немачки серијски аутомобил са ваздушним ослањањем точкова.

### Банкрот компаније
Почетне проблеме 1960. године изазвали су губици Лојда и Голијата. У исто време америчка компанија која увози аутомобиле је банкротирала и дилери отказују преко 9000 возила. Продаја иде све лошије, а возила има у великим залихама. 1961. Карл Боргвард одлази из фирме, а компанијом руководи Сенат. Банке одбијају план да финансирају 10 милиона марака у компанију, а добављачи не испоручују робу и тако је крајем 1961. Боргвард банкротирао. Модели Изабела и П100 су се производили од 1967. до 1970. у Мексику. За 42 године постојања произведено је преко милион аутомобила са знаком ове марке. Боргвард је поред аутомобила израђивао и камионе, аутобусе, али и разне врсте пловила, па чак и хеликоптере.

### Нови почетак
Унук Карла Боргварда, Кристијан Боргвард је на салону у Женеви 2015. године најавио повратак бренда на тржиште. Након 54 године компанија Боргвард је на салону у Франкфурту представила нови модел под називом Боргвард BX7. Међутим, Боргвард се вратио захваљујући капиталу кинеске компаније Фотон мотор, која ће финансирати још пет нових модела.
На салону аутомобила у Женеви 2016. године, Боргвард је представио два модела, мањи теренац BX5 и СУВ-купе BX6 TS.

## Модели

### Садашњи модели
- Боргвард BX5 (2016–)
- Боргвард BX6 TS (2016–)
- Боргвард BX7 (2015–)

### Некадашњи модели
- Боргвард 2000 (1938–1939)
- Боргвард 2300 (1939–1942)
- Боргвард ханза 1500 (1949–1952)
- Боргвард ханза 1800 (1952–1954)
- Боргвард ханза 1800 Д (1953–1954)
- Боргвард ханза 2400 (1952–1958)
- Боргвард изабела (1954–1961)
- Боргвард П100 (1959–1961)
- Боргвард арабела (1959–1961)
- Боргвард 230 (1967–1970) у Мексику

## Галерија
- Боргвард ханза 1500
- Боргвард ханза 1800
- Боргвард ханза 2400 (1952)
- Боргвард ханза 2400 (1958)
- Боргвард изабела
- Боргвард П100